# Мидеја
Мидеја је у грчкој митологији било име више личности.

## Митологија
1. Према Аполодору, била је Фрижанка, мајка Ликимнија и Електриона.[1] Неки извори је наводе као Електрионову жену.[2]
2. Према Паусанији, Филина кћерка, која је са Хераклом имала сина Антиоха.[1]
3. Нимфа Најада, са извора акропоља града Аспледона у Беотији, која је са Посејдоном имала сина Аспледона, оснивача истоименог града.[3]
4. Према Хигину, била је једна од Данаида удата за Египтида Антимаха.[4]